# Henrik Schouboe
Henrik August Schouboe,  född den 16 juni 1876 i Ringsted, död den 31 oktober 1949 på Frederiksberg, var en dansk målare. 
Schouboe fick sin utbildning vid akademien och studerade därefter flera år självständigt på modellskola. Han företog redan tidigt studieresor till Paris, London, Holland och Italien. Mest uppmärksamhet väckte han med egendomliga framställningar av nakna figurer, där vikten lades på en poetisk stämningsförbindelse med landskaplig omgivning och bakgrund. Likaså behandlade han flera gånger ämnen med en reconvalescent, dessutom interiörer och porträtt. Sina landskapliga motiv hämtade han under många år från trakten kring Mariager Fjord vid herrgården Havnø vid Hadsund. 
Bland hans arbeten kan särskilt nämnas Vår (1906), Danaider (1907), April (1908), Dryade (1911), Najad (1913), Nymf (1921) och Nornorna (1923). Dessutom utförde han gravvårdar över målaren Oluf Hartmann på Holmens kyrkogård, etatsrådet Hammerich på Ørslevs kyrkogård och konferensrådet Philip Schou på Frederiksbergs kyrkogård.